# Королевский попугай
Королевский попугай (лат. Alisterus scapularis) — птица семейства попугаевых.

## Внешний вид
Длина тела 40 см, хвоста 21 см. Спина и крылья зелёные, нижняя часть тела, горло, шея и голова — ярко-красные. На крыльях имеется белая полоса, шея и надхвостье — тёмно-синего цвета. Хвост в верхней части чёрный, в нижней — тёмно-голубой, с красными краями. Клюв у самцов оранжевый. Окраска самки зелёная, поясница и нижняя часть спины у неё голубая, с зелёным окаймлением. Брюшко красное, грудь и горло зелёного цвета с красноватым оттенком. Клюв у самок чёрно-коричневый, молодые попугаи приобретают этот роскошный перьевой наряд только на втором году жизни.

## Распространение
Обитает на востоке и юго-востоке Австралии.

## Образ жизни
Населяют лесные области с густым подлеском. Встречаются в больших национальных парках, где природные комплексы ещё не нарушены человеком. На крупных фермах кормятся вместе с домашней птицей.

## Размножение
Гнездятся в дуплах деревьев, в развилках полых ветвей и т. п. В начале гнездового периода можно наблюдать токовое поведение самца. Оно выражается в принятии гордых поз перед самкой, при этом поднимаются перья на голове, сужаются зрачки. Птица кланяется, расправляет и складывает крылья, сопровождая всё это резким стрекочущим криком. Самка откладывает от 2 до 6 яиц и насиживает их около 3 недель. Самец в это время её кормит. Через 37-42 дня птенцы покидают гнездо. Способность к размножению сохраняется до 30-летнего возраста.

## Содержание
Довольно часто можно увидеть у любителей природы. В маленьких клетках чувствует себя плохо, но при содержании в вольерах подолгу живёт в неволе и сравнительно легко размножается. Взятый молодым, легко приручается, но говорить выучивается редко.

## Классификация
Вид включает в себя 2 подвида.
- Alisterus scapularis minor Mathews, 1911
- Alisterus scapularis scapularis (Lichtenstein, 1816)

## Фото

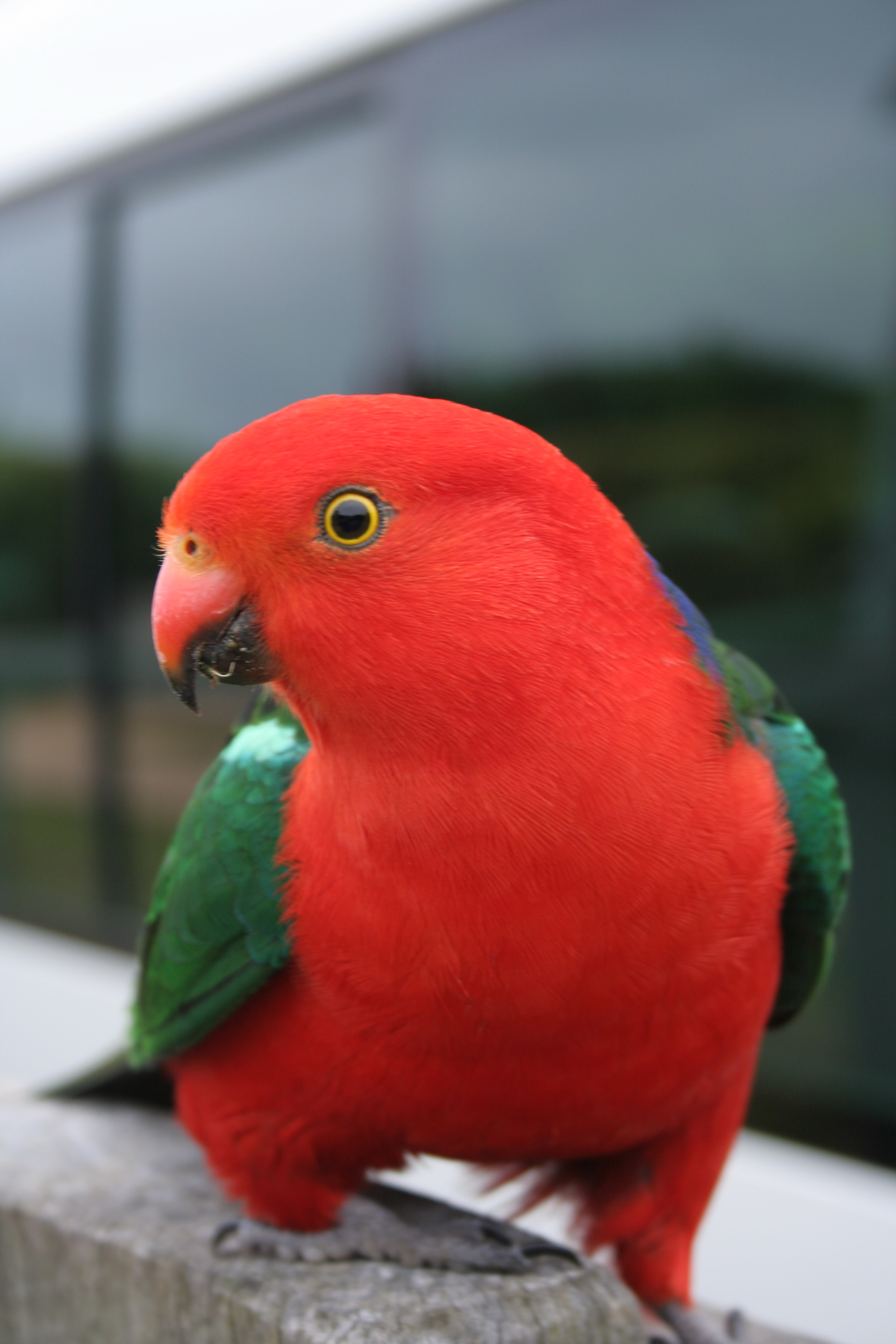
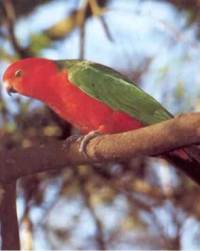